# 还原胺化反应
还原胺化反应，又称鲍奇还原（Borch reduction，区别于伯奇Birch还原反应），是一种简便的把醛酮转换成胺的方法。

## 机理
首先是胺与羰基加成，缩合，生成羰基的结构类似物西弗碱（Schiff Base），后者接受氢供体的氢传递生成最终产物胺。见图：

## 方法
将羰基跟胺反应生成亚胺（西弗碱），然后用硼氢化钠或者氰基硼氢化钠还原成胺。反应应在弱酸条件下进行，因为弱酸条件一方面使羰基质子化增强了亲电性促进了反应，另一方面也避免了胺过度质子化造成亲核性下降的发生。用氰代硼氢化钠比硼氢化钠要好，因为氰基的吸电诱导效应削弱了硼氢键的活性，使得氰代硼氢化钠只能选择性地还原西弗碱而不会还原醛、酮的羰基，从而避免了副反应的发生。

## 改进
用NaBH(OAc)3作还原剂，用ClCH2CH2Cl做溶剂可以缩短反应时间并显著提高产率。

## 生物体内的反应
生物体内存在类似的过程，是由维生素B6（吡哆醛/胺）和NADPH（大自然的硼氢化钠）来介导的，氨基酸经此可以和酮体（Ketone bodies）相互转换。